# RWD-14 Czapla
L'RWD-14 Czapla, citato anche come LWS Czapla, era un monomotore da osservazione, da ricognizione e collegamento ad ala alta a parasole sviluppato dall'ufficio di progettazione polacco RWD ed inizialmente realizzato dalla  Doświadczalne Warsztaty Lotnicze (DWL).
Al termine dello sviluppo venne avviato alla produzione in serie negli stabilimenti Lubelska Wytwórnia Samolotów (LWS) nei tardi anni trenta ed assegnato ai reparti della Siły Powietrzne fino alla sfavorevole conclusione della Campagna di Polonia.

## Storia del progetto
Già alla metà degli anni trenta le autorità dell'aeronautica militare polacca espressero l'esigenza di sostituire il Lublin R-XIII nel servizio operativo.
Venne quindi pianificata la costruzione di quattro prototipi per le valutazioni comparative e dai quali si sarebbe scelta la configurazione da avviare alla produzione in serie. Il primo, designato RWD-14/I ed equipaggiato con un motore radiale Pratt & Whitney Wasp Junior da 400 hp (294 kW), venne portato in volo per la prima volta nel 1935 ottenendo però risultati insoddisfacenti. L'esemplare rimase distrutto nei primi mesi del 1936 a causa del cedimento strutturale dell'impennaggio.
Seguì il secondo, RWD-14/II citato anche come RWD-14a, motorizzato con un radiale G-1620A "Mors I" da 340 CV (250 kW) e che adottava un impennaggio modificato. Il 20 aprile 1937, ai comandi di Roland Kalpas, pilota collaudatore dell'Instytut Lotnictwa (ITL), l'esemplare si schiantò a terra non riuscendo ad essere richiamato dopo una manovra di picchiata.
Il successivo RWD-14/III subì la stessa sorte nel 1938, ai comandi di Eugeniusz Przysiecki, durante un'analoga prova in picchiata. L'ultimo della serie, il RWD-14/IV (o RWD-14b), equipaggiato con un motore G-1620B "Mors II" da 470 CV ed ulteriormente modificato nell'impennaggio, riuscì a completare con successo l'intero programma di prove il 18 luglio di quello stesso anno e ne venne deciso l'inizio della produzione in serie.
In cambio di un rimborso nei costi di sviluppo, venne concessa la licenza di produzione alla Lubelska Wytwórnia Samolotów (LWS) e dato che l'azienda introdusse qualche variante minore nel progetto il modello è anche noto anche come LWS Czapla.
Seppure il velivolo, rispetto al precedente Lublin R-XIII, adottasse soluzioni tecniche migliori, come le ali ripiegabili, ed avesse capacità STOL, le prestazioni non vennero considerate così determinanti da soddisfare i requisiti necessari nel contemporaneo servizio operativo. Le autorità militari emisero quindi un ordine di fornitura per soli 65 esemplari in attesa di ricevere il più efficace e moderno LWS-3 Mewa ritenuto più adatto a ricoprire questo ruolo.

## Tecnica
L'RWD-14 Czapla era un velivolo dall'aspetto, per l'epoca, tradizionale, realizzato in tecnica mista: monomotore monoplano ad ala alta a parasole dotato di carrello fisso.
La fusoliera, realizzata con una struttura in tubi d'acciaio saldati e ricoperta anteriormente da pannelli in legno e posteriormente in tela trattata, incorporava i due abitacoli aperti in tandem, l'anteriore destinato al pilota ed il posteriore all'osservatore, quest'ultimo dotato di mitragliatrice difensiva brandeggiabile. Posteriormente terminava in un impennaggio classico monoderiva con piani orizzontali controventati.
La configurazione alare era monoplana con ala posizionata alta a parasole sulla fusoliera, collegata alla sua parte superiore tramite un castello tubolare e rinforzata da un'asta di controvento a V per lato, e dotata di Ipersostentatore di bordo d'attacco a fessura e di alettoni.
Il carrello d'atterraggio era fisso, anteriormente collegato alla parte inferiore della fusoliera tramite un complesso ammortizzante ed integrato posteriormente da un ruotino d'appoggio posizionato in coda.
Nella versione di serie la propulsione era affidata ad un motore PZL G.1620В Mors II, un radiale a 7 cilindri raffreddato ad aria in grado di erogare una potenza pari a 480 CV (353 kW), posizionato all'apice anteriore della fusoliera, collegato alla stessa da un supporto tubolare, inserito in una cappottatura metallica caratterizzata dalle particolari bugne in corrispondenza delle punterie ed abbinato ad un'elica bipala.
L'armamento consisteva in una coppia di mitragliatrici, una wz.33 calibro 7,92 mm posizionata in caccia sul lato destro del naso, davanti all'abitacolo del pilota, ed una Vickers K calibro 7,7 mm brandeggiabile inserita su supporto ad anello nell'abitacolo posteriore.

## Impiego operativo

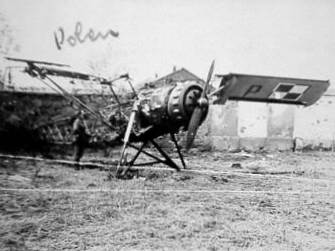
Un RWD-14 Czapla polacco ridotto a relitto dall'offensiva tedesca.

All'inizio della Campagna di Polonia del settembre 1939, erano cinque i reparti da osservazione aerea della Siły Powietrzne dotati degli RWD-14, formati da sette esemplari per squadrone: 13, 23, 33, 53 e 63 eskadra obserwacyjna. Durante le operazioni belliche i velivoli vennero utilizzati in operazioni di ricognizione aerea a breve raggio, in cooperazione con i reparti di artiglieria e nei collegamenti.
La superiorità dei mezzi a disposizione della Wehrmacht ebbe facilmente ragione sulle prestazioni del modello e dagli iniziali 49 in breve tempo ne vennero distrutti 35. I sopravvissuti, da 11 a 16 a seconda delle fonti, vennero utilizzati dai piloti in fuga per raggiungere l'allora ancora neutrale Regno di Romania. I velivoli vennero quindi requisiti dal governo rumeno e forniti ai reparti della propria forza aerea, l'Aeronautica Regală Românã. A seguito dello schieramento ufficiale a fianco delle Potenze dell'Asse nel 1941, gli esemplari ancora in condizioni di volo vennero presi in carico dalla ridesignata Forțele Aeriene Regale ale României.

## Utilizzatori
Polonia
- Siły Powietrzne

 Romania
- Aeronautica Regală Românã
- Forțele Aeriene Regale ale României